# Фервеј (Канзас)
Фервеј (енгл. Fairway) град је у америчкој савезној држави Канзас.

## Демографија
По попису из 2010. године број становника је 3.882, што је 70 (-1,8%) становника мање него 2000. године.
| Група             | 2000.         | 2010.         |
| Белци             | 3.750 (94,9%) | 3.610 (93,0%) |
| Афроамериканци    | 16 (0,4%)     | 31 (0,8%)     |
| Азијати           | 49 (1,2%)     | 56 (1,4%)     |
| Хиспаноамериканци | 88 (2,2%)     | 117 (3,0%)    |
| Укупно            | 3.952         | 3.882         |